# Daiki Asada
Daiki Asada (浅田 大樹 Asada Daiki?, nacido el 5 de abril de 1989 en Saitama) es un futbolista japonés que se desempeña como defensa.

## Trayectoria

### Clubes
| Club         | País  | Año         |
| ------------ | ----- | ----------- |
| Honda FC     | Japón | 2012 - 2013 |
| FC Ryukyu    | Japón | 2014 - 2015 |
| Fujieda MYFC | Japón | 2016 -      |

## Estadística de carrera

### J. League
| Club         | Año   | J. League | J. League | Copa J. League | Copa J. League | Total | Total |
| Club         | Año   | Part.     | Goles     | Part.          | Goles          | Part. | Goles |
| ------------ | ----- | --------- | --------- | -------------- | -------------- | ----- | ----- |
| FC Ryukyu    | 2014  | 31        | 1         | -              | -              | 31    | 1     |
| FC Ryukyu    | 2015  | 34        | 1         | -              | -              | 34    | 1     |
| Fujieda MYFC | 2016  | 26        | 2         | -              | -              | 26    | 2     |
| Fujieda MYFC | 2017  | 31        | 1         | -              | -              | 31    | 1     |
| Total        | Total | 122       | 5         | 0              | 0              | 122   | 5     |